# World RX de Alemania 2016
El World RX de Alemania, oficialmente All-inkl.com World RX of Germany, es una prueba de Rallycross en Alemania válida para el Campeonato Mundial de Rallycross. Se celebró en el Estering en Buxtehude, Baja Sajonia, Alemania.
Kevin Eriksson consiguió su primera victoria de la temporada a bordo de su Ford Fiesta ST, seguido de Petter Solberg y Andreas Bakkerud.
Mattias Ekström ganó su primer Campeonato Mundial con una ronda de sobra, la celebración se dio gracias a los 30 puntos de ventaja con respecto a su rival más cercano Petter Solberg.

## Supercar

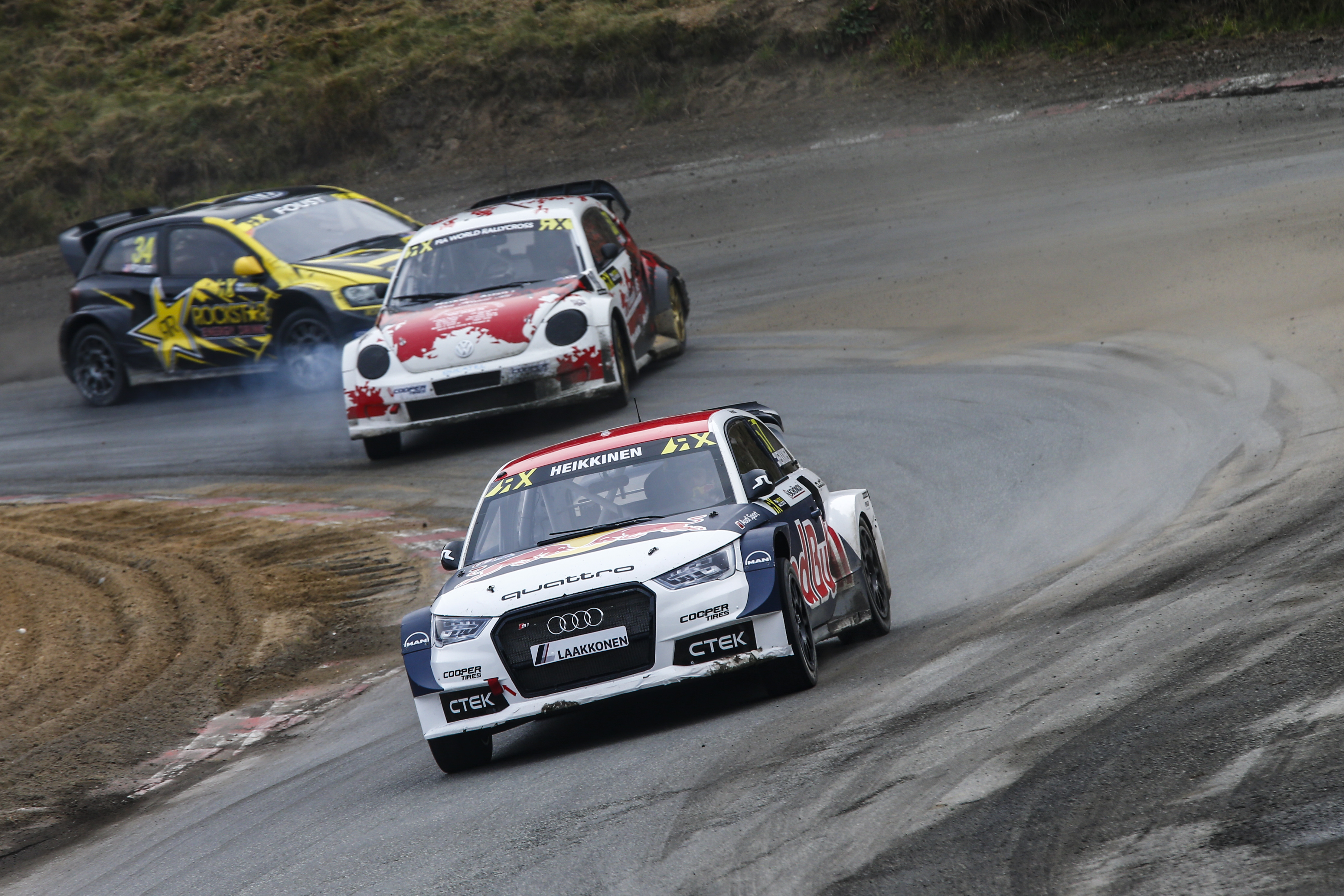
Toomas Heikkinen, Alexander Hvaal and Tanner Foust

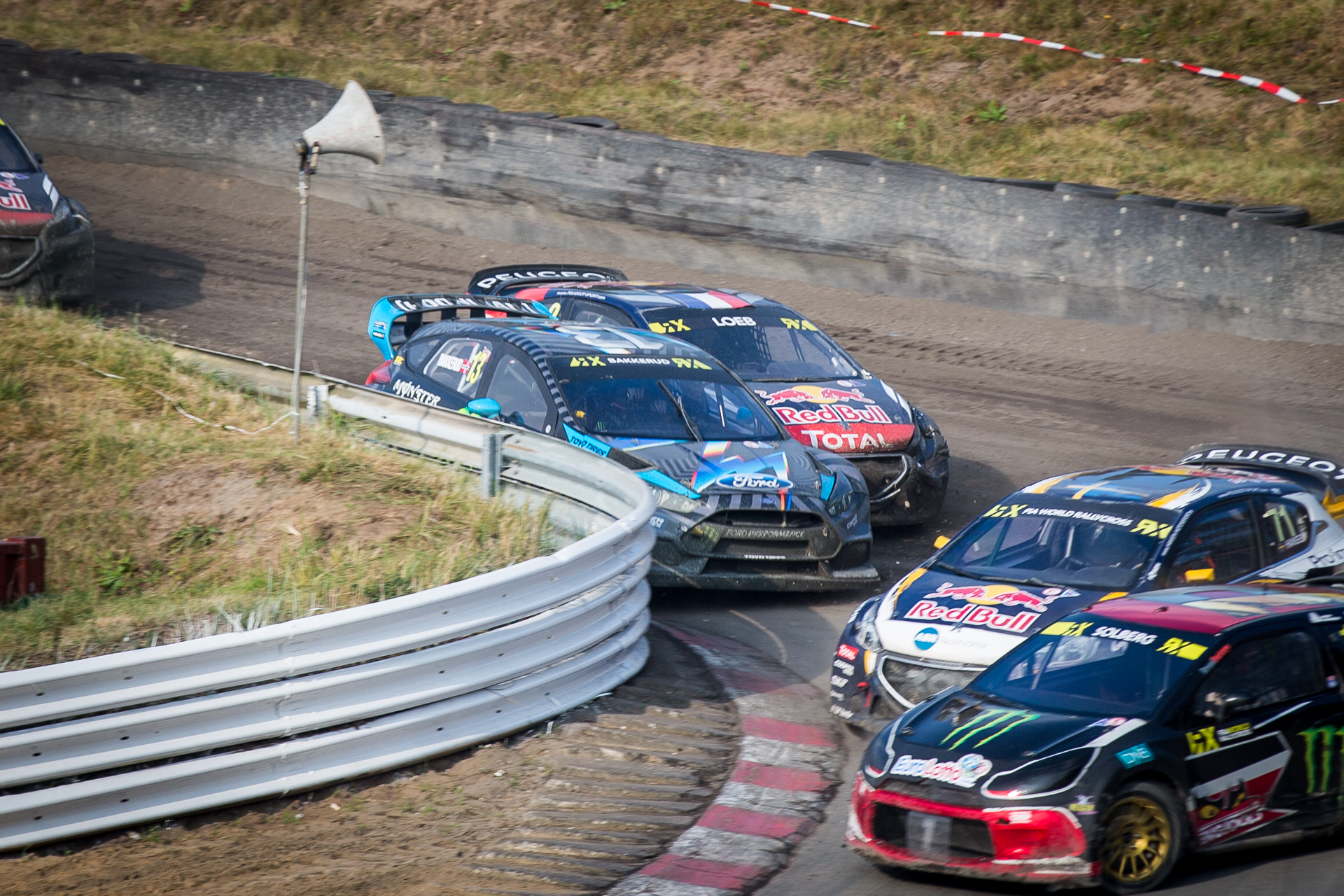
Solberg, Kevin Hansen, Bakkerud, Loeb y Timmy Hansen

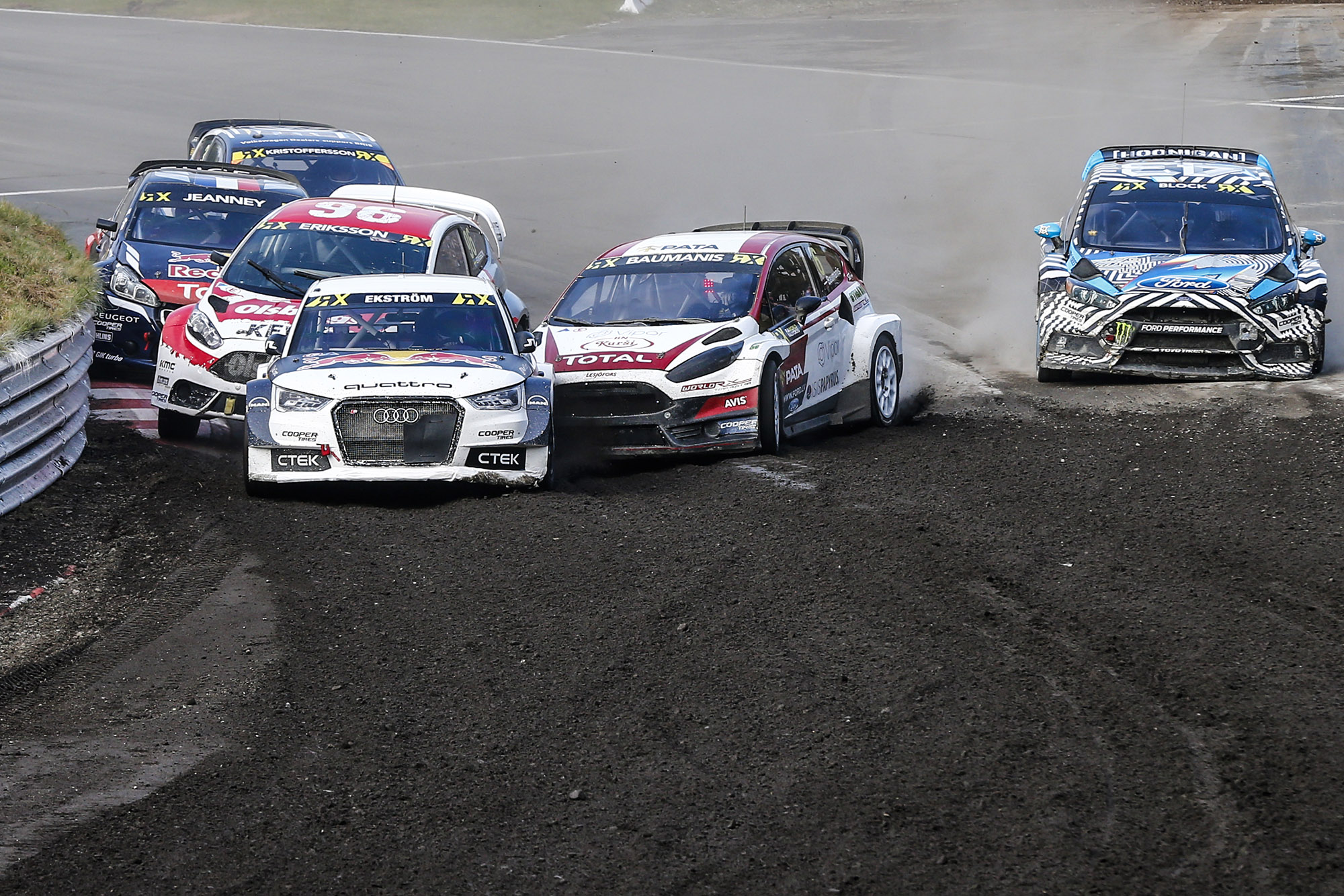
El comienzo de la Semifinal 2

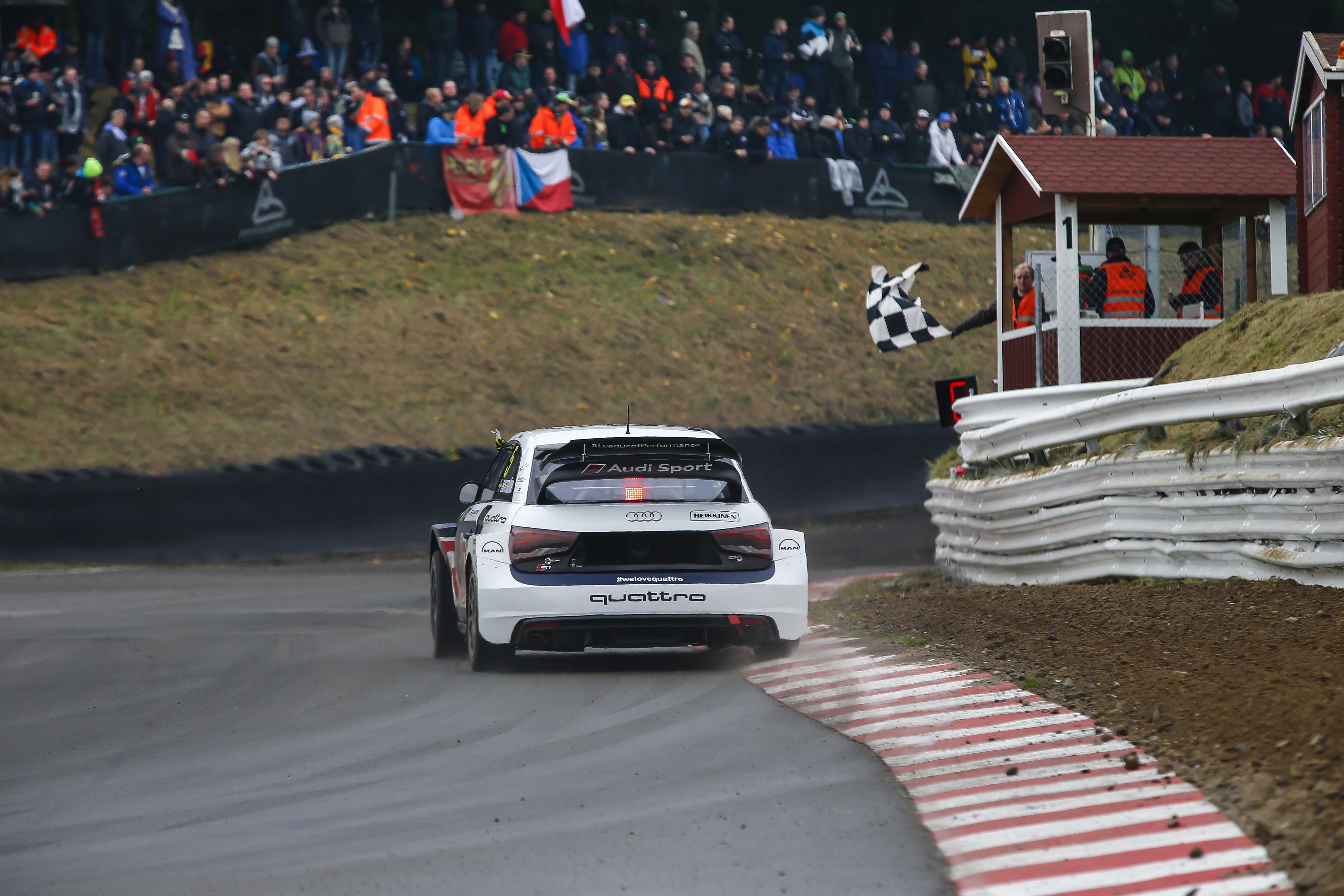
Ekström consiguió el título con una fecha de antelación

### Series
| Pos. | No. | Piloto               | Equipo                          | Auto                | Q1  | Q2  | Q3  | Q4  | Pts |
| ---- | --- | -------------------- | ------------------------------- | ------------------- | --- | --- | --- | --- | --- |
| 1    | 1   | Petter Solberg       | Petter Solberg World RX Team    | Citroën DS3         | 12º | 3º  | 1º  | 1º  | 16  |
| 2    | 5   | Mattias Ekström      | EKS RX                          | Audi S1             | 3º  | 1º  | 4º  | 4º  | 15  |
| 3    | 71  | Kevin Hansen         | Peugeot Hansen Academy          | Peugeot 208         | 9º  | 10º | 3º  | 2º  | 14  |
| 4    | 6   | Jānis Baumanis       | World RX Team Austria           | Ford Fiesta         | 1º  | 4º  | 7º  | 15º | 13  |
| 5    | 9   | Sébastien Loeb       | Team Peugeot-Hansen             | Peugeot 208         | 10º | 5º  | 2º  | 7º  | 12  |
| 6    | 3   | Johan Kristoffersson | Volkswagen RX Sweden            | Volkswagen Polo     | 5º  | 8º  | 5º  | 6º  | 11  |
| 7    | 13  | Andreas Bakkerud     | Hoonigan Racing Division        | Ford Focus RS       | 4º  | 6º  | 6º  | 11º | 10  |
| 8    | 96  | Kevin Eriksson       | Olsbergs MSE                    | Ford Fiesta ST      | 11º | 7º  | 12º | 3º  | 9   |
| 9    | 57  | Toomas Heikkinen     | EKS RX                          | Audi S1             | 2º  | 11º | 18º | 5º  | 8   |
| 10   | 17  | Davy Jeanney         | Peugeot Hansen Academy          | Peugeot 208         | 8º  | 2º  | 10º | 16º | 7   |
| 11   | 21  | Timmy Hansen         | Team Peugeot-Hansen             | Peugeot 208         | 6º  | 12º | 8º  | 12º | 6   |
| 12   | 43  | Ken Block            | Hoonigan Racing Division        | Ford Focus RS       | 7º  | 13º | 13º | 10º | 5   |
| 13   | 4   | Robin Larsson        | Larsson Jernberg Motorsport     | Audi A1             | 15º | 9º  | 17º | 8º  | 4   |
| 14   | 7   | Timur Timerzyanov    | World RX Team Austria           | Ford Fiesta         | 14º | 14º | 14º | 18º | 3   |
| 15   | 92  | Anton Marklund       | Volkswagen RX Sweden            | Volkswagen Polo     | 13º | 17º | 15º | 17º | 2   |
| 16   | 8   | Peter Hedström       | Hedströms Motorsport            | Volkswagen Polo     | 16º | 16º | 11º | 21º | 1   |
| 17   | 113 | Cyril Raymond        | Olsbergs MSE                    | Ford Fiesta         | 21º | 15º | 20º | 13º |     |
| 18   | 34  | Tanner Foust         | Volkswagen RX Sweden            | Volkswagen Polo     | 17º | 24º | 9º  | 19º |     |
| 19   | 68  | Niclas Grönholm      | Olsbergs MSE                    | Ford Fiesta ST      | 19º | 23º | 26º | 9º  |     |
| 20   | 60  | Joni-Pekka Rajala    | Eklund Motorsport               | Mitsubishi Mirage   | 23º | 20º | 21º | 23º |     |
| 21   | 65  | Guerlain Chicherit   | JRM Racing                      | BMW MINI Countryman | 22º | 22º | 24º | 25º |     |
| 22   | 53  | Alexander Hvaal      | Eklund Motorsport               | Volkswagen Beetle   | 25º | 19º | 27º | 20º |     |
| 23   | 25  | Gigi Galli           | Gigi Galli                      | Kia Rio             | 20º | 25º | 19º | 26º |     |
| 24   | 55  | René Münnich         | All-Inkl.com Münnich Motorsport | SEAT Ibiza          | DNS | 18º | 22º | 14º |     |
| 25   | 24  | Tommy Rustad         | All-Inkl.com Münnich Motorsport | SEAT Ibiza          | 18º | EXC | 16º | DNF |     |
| 26   | 49  | "M.D.K."             | "M.D.K."                        | Ford Fiesta         | EXC | 21º | 23º | 22º |     |
| 27   | 80  | Andreas Steffen      | Andreas Steffen                 | Ford Fiesta         | 24º | EXC | 25º | 24º |     |

### Semifinales
Semifinal 1
| Pos. | No. | Piloto           | Equipo                       | Tiempo   | Pts |
| ---- | --- | ---------------- | ---------------------------- | -------- | --- |
| 1    | 1   | Petter Solberg   | Petter Solberg World RX Team | 3:50.866 | 6   |
| 2    | 71  | Kevin Hansen     | Peugeot Hansen Academy       | +3.521   | 5   |
| 3    | 13  | Andreas Bakkerud | Hoonigan Racing Division     | +3.882   | 4   |
| 4    | 21  | Timmy Hansen     | Team Peugeot-Hansen          | +5.887   | 3   |
| 5    | 9   | Sébastien Loeb   | Team Peugeot-Hansen          | +7.155   | 2   |
| 6    | 57  | Toomas Heikkinen | EKS RX                       | +7.508   | 1   |

Semifinal 2
| Pos. | No. | Piloto               | Equipo                   | Tiempo   | Pts |
| ---- | --- | -------------------- | ------------------------ | -------- | --- |
| 1    | 5   | Mattias Ekström      | EKS RX                   | 3:50.650 | 6   |
| 2    | 96  | Kevin Eriksson       | Olsbergs MSE             | +1.643   | 5   |
| 3    | 3   | Johan Kristoffersson | Volkswagen RX Sweden     | +3.551   | 4   |
| 4    | 6   | Jānis Baumanis       | World RX Team Austria    | +5.877   | 3   |
| 5    | 17  | Davy Jeanney         | Peugeot Hansen Academy   | +18.432  | 2   |
| 6    | 43  | Ken Block            | Hoonigan Racing Division | DNF      | 1   |

### Final
| Pos. | No. | Piloto               | Equipo                       | Tiempo   | Pts |
| ---- | --- | -------------------- | ---------------------------- | -------- | --- |
| 1    | 96  | Kevin Eriksson       | Olsbergs MSE                 | 3:51.944 | 8   |
| 2    | 1   | Petter Solberg       | Petter Solberg World RX Team | +0.586   | 5   |
| 3    | 13  | Andreas Bakkerud     | Hoonigan Racing Division     | +2.421   | 4   |
| 4    | 71  | Kevin Hansen         | Peugeot Hansen Academy       | +2.961   | 3   |
| 5    | 5   | Mattias Ekström      | EKS RX                       | +3.346   | 2   |
| 6    | 3   | Johan Kristoffersson | Volkswagen RX Sweden         | +21.962  | 1   |

## Campeonato tras la prueba
Estadísticas Supercar
| Pos | Piloto               | Pts | Dif |
| --- | -------------------- | --- | --- |
| 1   | Mattias Ekström      | 251 |     |
| 2   | Petter Solberg       | 221 | +30 |
| 3   | Johan Kristoffersson | 217 | +34 |
| 4   | Andreas Bakkerud     | 210 | +41 |
| 5   | Sébastien Loeb       | 194 | +57 |

| Prueba previa: World RX de Letonia 2016  | Temporada 2016 del Campeonato Mundial de Rallycross | Siguiente prueba: World RX de Argentina 2016 |
| Prueba previa: World RX de Alemania 2015 | World RX de Alemania                                | Siguiente prueba: World RX de Alemania 2017  |

- Datos: Q27561430
- Multimedia: 2016 World RX of Germany / Q27561430